# Липки (Починковский район)
Липки — деревня в Починковском районе Смоленской области России. Входит в состав Даньковского сельского поселения. Население — 192 жителя (2007 год). 
Расположена в центральной части области в 9 км к юго-западу от Починка, в 7 км западнее автодороги А141 Орёл — Витебск, на берегу реки Хмара. В 10 км северо-восточнее деревни расположена железнодорожная станция Починок на линии Смоленск — Рославль.

## История
В годы Великой Отечественной войны деревня была оккупирована гитлеровскими войсками в июле 1941 года, освобождена в сентябре 1943 года.